# Dimitris Khristófias
Dimitris Khristófias (grec: Δημήτρης Χριστόφιας)  (Kato Dikomo, 29 d'agost de 1946 - Nicosia New General Hospital, 21 de juny de 2019) va ser un polític comunista grecoxipriota, president de Xipre de 2008 a 2013. Entre 2008 i 2009 fou secretari general del Partit Progressista del Poble Treballador (AKEL) i és l'únic cap d'estat comunista que ha tingut la Unió Europea. Va fer esforços per reiniciar les converses amb la República Turca de Xipre del Nord, per tal de trobar una sortida al Conflicte de Xipre i reunificar l'illa. També reclamà la devolució de les dues bases militars sota sobirania britànica que hi ha al sud de Xipre.
El seu poble de naixement, Díkomo, va restar a la zona sota control turcoxipriota del nord de l'illa després de l'alto el foc de 1960.